# Бягащи кукувици
Бягащи кукувици (на латински: Neomorphinae) е подсемейство американски представители на семейство Кукувицови. Макар че могат за летят представителите са предимно земни птици.

## Класификация
- Род Dromococcyx 
  - Dromococcyx pavoninus Pelzeln, 1870
  - Dromococcyx phasianellus Spix, 1824

- Род Geococcyx Wagler, 1831, Земни кукувици
  - Geococcyx californianus Lesson, 1829, Голяма земна кукувица
  - Geococcyx velox Wagner, 1836, Малка земна кукувица

- Род Morococcyx 
  - Morococcyx erythropygus Lesson, 1842

- Род Neomorphus Gloger, 1827
  - Neomorphus geoffroyi Temminck, 1820
  - Neomorphus pucheranii Deville, 1851
  - Neomorphus radiolosus Sclater & Salvin, 1878
  - Neomorphus rufipennis Gray, 1849
  - Neomorphus squamiger Todd, 1925

- Род Tapera
  - Tapera naevia Linnaeus, 1766